# A661-es autópálya (Németország)
Az A661-es jelzésű autópálya (németül: Bundesautobahn 661) egy autópálya Németországban. Hossza 37 kilométer.